# Incendios forestales en Perú de 2024
Los incendios forestales en Perú del 2024 son siniestros originados entre finales de agosto y mediados de septiembre de dicho año en 20 departamentos del país andino. Al 21 de septiembre, 1 495 33 hectáreas de cultivo se han perdido, otras 1 264 han quedado dañadas y 3374 hectáreas de cobertura natural han sido destruidas.
Al 16 de septiembre, de acuerdo al Ministerio del Ambiente se han reportado más de 222 incendios forestales en el país en 2024. Según el Instituto Nacional de Defensa Civil (Indeci), durante el 2024 se han registrado 233 incendios forestales.

## Contexto

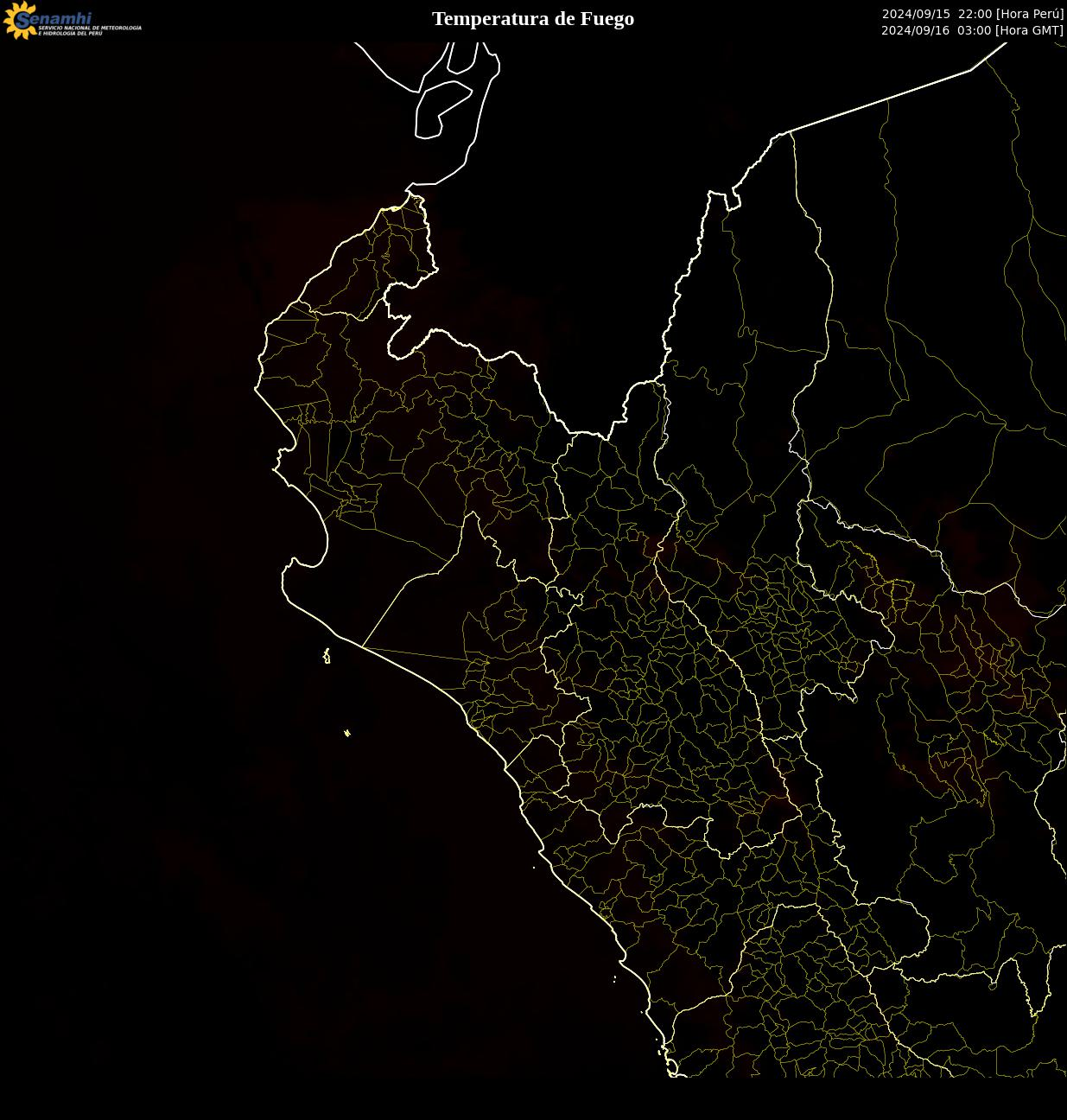
Mapa de SENAMHI, que muestra las primeras áreas afectadas por los incendios en el noroeste peruano.

De acuerdo al Servicio Nacional Forestal y de Fauna Silvestre (Serfor), el 98 % de los incendios forestales en el país tiene como origen las actividades humanas. Los incendios forestales en Perú no ocurren durante todo el año; son más comunes entre julio y octubre. Esto está relacionado con las épocas de sequía, cuando se emplea el fuego en actividades agrícolas y para modificar el uso del suelo, lo que, sumado a las condiciones de la falta de lluvia y sequedad del ambiente de los ecosistemas, facilita la expansión del fuego. Tradicionalmente, estos incidentes se concentraban principalmente en la sierra del Perú. No obstante, en los últimos años, la Amazonía ha emergido como un nuevo epicentro de incendios forestales.
De acuerdo al Centro de Operaciones de Emergencia Nacional (COEN), en los años anteriores la ocurrencia de incendios forestales fue la siguiente:
| Año                  | 2019 | 2020 | 2021 | 2022 | 2023 (hasta el 20 de octubre) |
| -------------------- | ---- | ---- | ---- | ---- | ----------------------------- |
| Incendios forestales | 664  | 1343 | 817  | 1431 | 1161                          |

Según Convoca, el gobierno de Dina Boluarte no tenía un plan para hacer frente a estos incendios, ya que el anterior, elaborado en 2018, caducó en 2022 y debe actualizarse. Además, el presupuesto destinado a atender desastres por el Servicio Nacional Forestal y de Fauna Silvestre en 2024 se redujo en un 79 % con respecto a 2017.

### Principales causas de los incendios forestales
Las principales causas de los incendios forestales incluyen las quemas agrícolas descontroladas, donde la quema de restos de cultivos sin medidas preventivas adecuadas provoca incendios fuera de control. La deforestación ilegal también es un factor, ya que la tala indiscriminada en áreas protegidas deja el suelo expuesto a incendios accidentales. Además, las actividades mineras y extractivas en zonas forestales, debido al uso de maquinaria y explosivos, generan chispas y fuentes de calor que pueden iniciar fuegos. El cambio climático agrava la situación, ya que las sequías prolongadas y el aumento de temperaturas crean condiciones secas propicias para la propagación de incendios. Finalmente, los descuidos humanos, como fogatas mal apagadas o colillas de cigarrillos, contribuyen significativamente a la ocurrencia de incendios forestales.

### Consecuencias sobre el agua, la biodiversidad, la salud y la economía
El suelo y agua provocan pérdidas de cobertura forestal en las cabeceras de cuenca, desapariendo fuentes de agua y materia orgánica, cambios florísticas y faunales, alterando ecosistemas, sus recursos genéticos y sus interacciones, destruyendo la madera y impactando la economía de las poblaciones circundantes. Sobre la atmósfera y la salud, en los incendios forestales- el humo y dióxido de carbono (CO2), este último un gas de efecto invernadero, quedan suspendidos en el aire y los vientos pueden arrastrarlos hacia las ciudades, contaminando la atmósfera en los espacios cercanos. Este humo suspendido puede provocar enfermedades en las vías respiratorias, dolores de cabeza, fiebre y enrojecimiento de la vista. En cuanto a las socioeconómicas, el deterioro del paisaje (suelos sin abandonados y sin cobertura vegetal, reducen la belleza paisajística y valor económico; afectación de otros bienes distintos a los forestales (estructuras, culturales, etc.); y daños, lesiones y fallecimiento de personas que acuden a la emergencia (población local, bomberos, guardaparques, policías).

### Ley Antiforestal
A partir de la promulgación de la llamada Ley Antiforestal aprobada por insistencia por el Congreso y publicada el 10 de enero de 2024, se concedió a los dueños de terrenos quemar sus bosques y convertirlos en áreas de cultivo sin necesidad de obtener autorización de las autoridades competentes. Adicionalmente, les eximió de la obligación de realizar estudios de suelos que demuestren que sus actividades no afectan tierras forestales o protegidas, lo cual evitaría su uso para explotación.
De acuerdo a los expertos, la aprobación de esta ley, junto a los efectos del cambio climático que agravan las sequías, fomenta las actividades humanas ilícitas de quema con el objetivo de expandir las áreas de cultivos y de invasiones, y permitir tala ilegal de bosques. Asimismo, se ha argumentado que la gente malinterpreta el significado de la ley y asume que tiene carta blanca para deforestar sin ser penalizada.

## Desarrollo

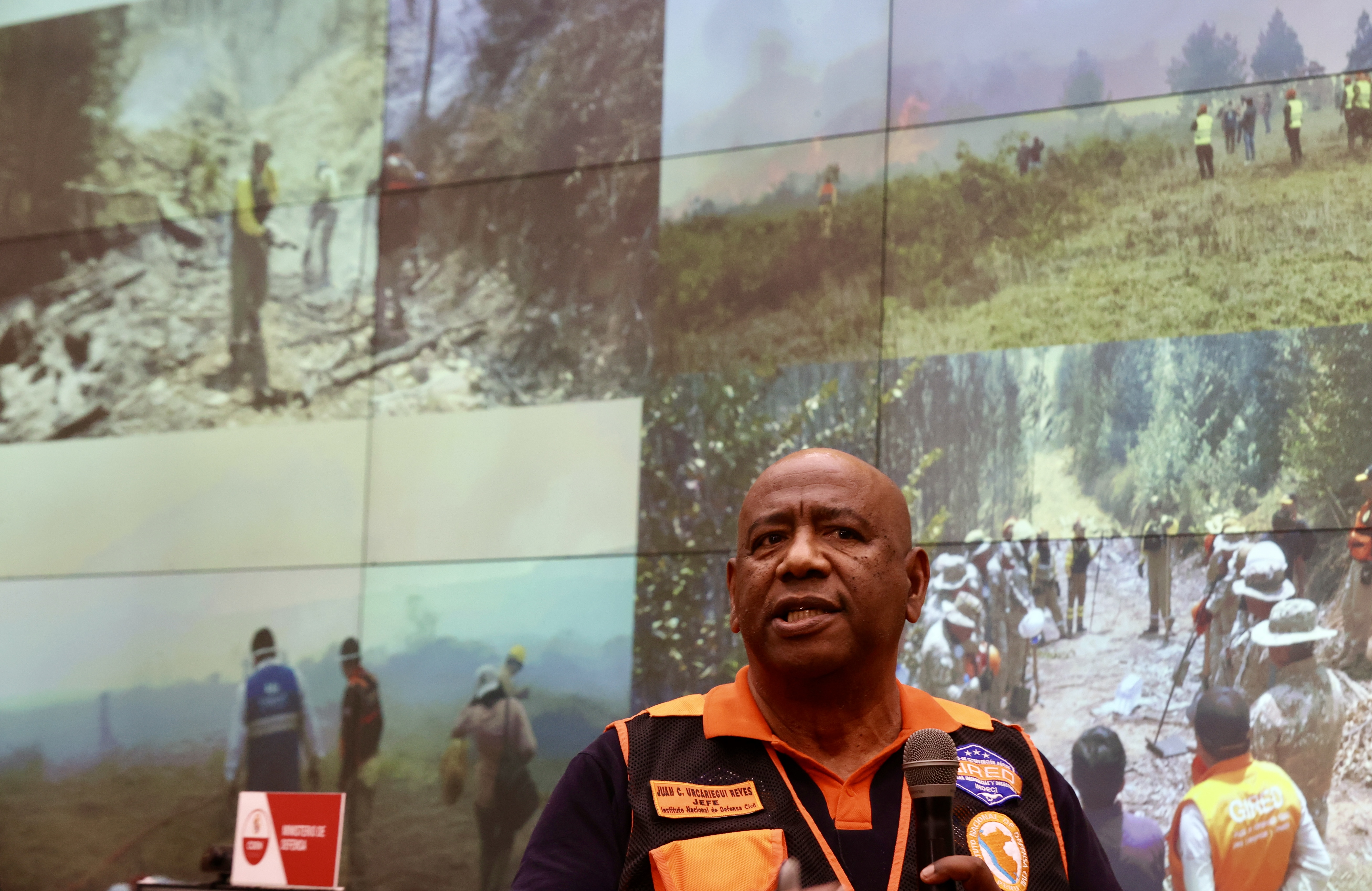
Conferencia de prensa en el COEN sobre los incendios.

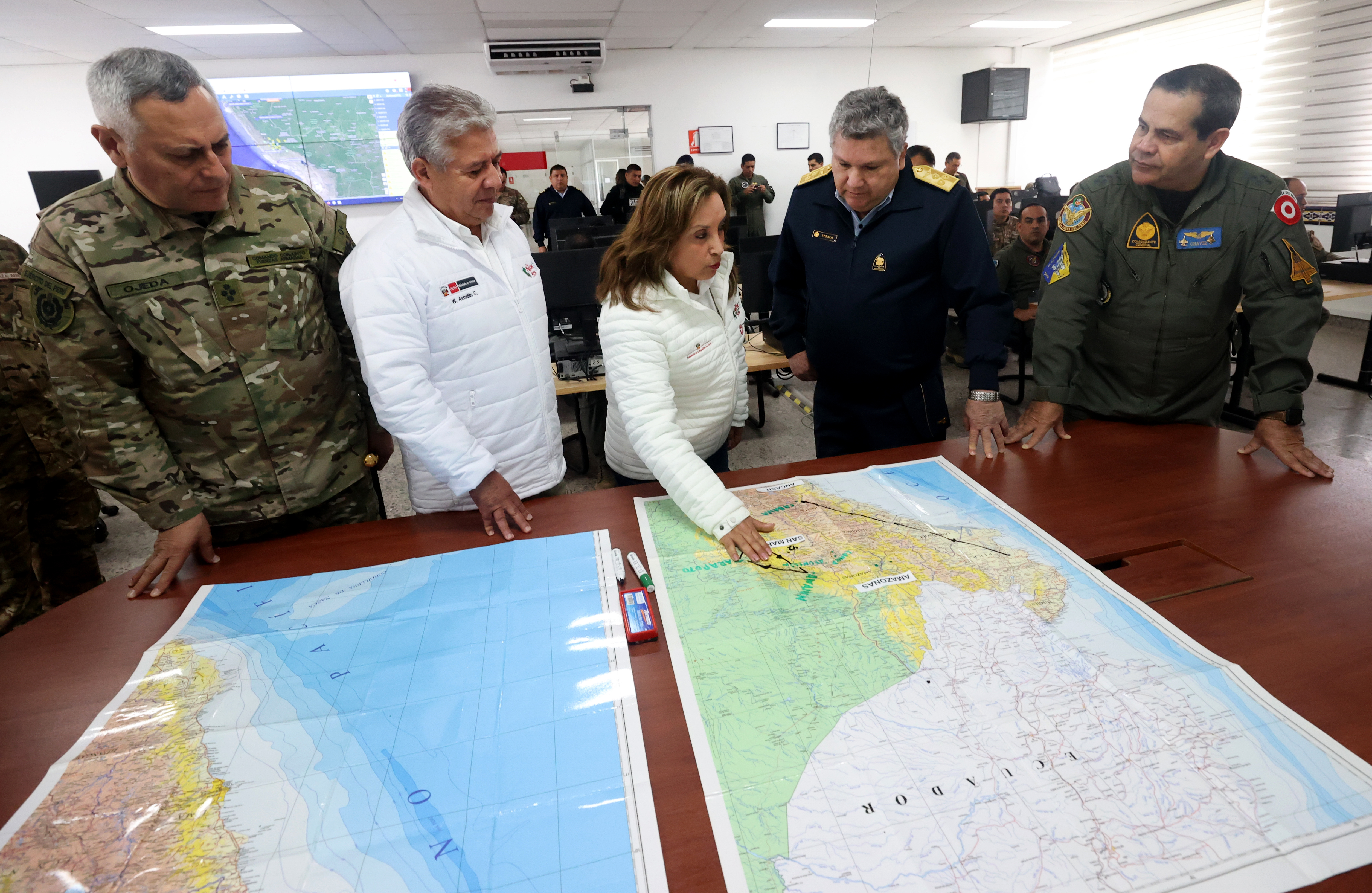
La presidente Dina Boluarte diligenciando sobre los incendios forestales en septiembre de 2024.

El 29 de agosto, se informó de un incendio forestal en Cabo Inga, departamento de Tumbes, que afectó al Parque Nacional Cerros de Amotape. El 30 de agosto se informó de un incendio forestal en el caserío de Coipín, departamento de La Libertad, que afectó al complejo arqueológico Marcahuamachuco. Se desplegó personal de serenazgo y trabajadores distritales a dicho siniestro. Se informó del despliegue de 14 efectivos del ejército para labores de cuidado en la zona. El Ministerio de Cultura, por su parte, comunicó que venía monitoreando los datos al centro arqueológico en coordinación con autoridades locales. Entre el 30 y el 31 de dicho mes, se detectaron incendios en los distritos de San Luis y Yungay, departamento de Áncash; Tumay Huaraca, departamento de Apurímac y Ollantaytambo y Livitaca, ubicados en el departamento de Cusco. Se informó de la acción de los bomberos para sofocar dichos siniestros. Paralelamente, se detalló de un incendio forestal en el valle de Utcubamba, departamento de Amazonas, que afectó al Área de Conservación Privada Milpuj y destruyó alrededor de 700 hectáreas de bosque estacionalmente seco. Se informó que el incendio en Amazonas pudo haber sido provocado por una anciana de 70 años que intentó quemar vegetación para preparar el terreno para cultivo.
El 1 de septiembre, el SENAMHI emitió una alerta roja para informar a la población de la presencia de condiciones atmosféricas que podían favorecer el origen y propagación de incendios forestales. SENAMHI informó que las condiciones se iban a presentar a partir del 3 de septiembre. Ante ello, INDECI recomendó que no se quemen residuos vegetales ni se encienda fuego cerca de bosques o pastizales.
El 15 de septiembre, el INDECI informó de que el incendio se había propagado a 22 de los 24 departamentos del país, siendo los más afectados los departamentos de Cuzco, Cajamarca, Huancavelica y Huánuco. La vicegobernadora de Amazonas, Leyda Gueiler Rimarachín, calificó el suceso de «catástrofe». La bióloga y antropóloga Fanny Cornejo señaló que «en estos momentos nos encontramos en una situación realmente catastrófica que no hemos enfrentado antes». Mientras tanto, el comandante de la Compañía de Bomberos en Junín reveló que su institución no posee los instrumentos necesarios para combatir los incendios en su región.
El 16 de septiembre, la presidenta Dina Boluarte viajó al departamento de Amazonas. Durante una visita a Pomacochas, la presidenta escuchó el mensaje de un periodista local que le pedía ayuda, que se hizo viral días antes por pedir ayuda entre lágrimas, a quien respondió que «no necesito tus lágrimas, acá estamos trabajando».
El 17 de septiembre, El INDECI actualizó información sobre los incendios forestales, en el que indicó que las autoridades junto a los pobladores de los municipios de Coporaque y Suykutambo en la provincia de Espinar, Cusco; Huariaca, en Pasco; Totos, en Ayacucho y Jesús, en Cajamarca han estado combatiéndolos. No obstante, muchas de estas regiones se han visto afectadas con pérdidas de vegetación natural. Los distritos más perjudicados fueron Lámud, con el 82 % de la superficie del departamento de Amazonas, y Shilla, con el 46 % de la superficie del departamento de Áncash.
El 18 de septiembre, debido a los intensos incendios forestales registrados, se declaró estado de emergencia en las regiones de Ucayali, San Martin y Amazonas. La presidenta Dina Boluarte informó de que esta medida se había tomado durante la sesión del Consejo de Ministros y aseguró que los más de 200 incendios forestales fueron causados por «costumbres ancestrales» y «la necesidad de ampliar las parcelas de cultivo».
Del 23 al 27 de septiembre, se llevó a cabo en las plazas principales de las diez provincias de la región de San Martín la campaña regional «Los bomberos y las brigadas contraincendios nos necesitan».

## Galería de imágenes

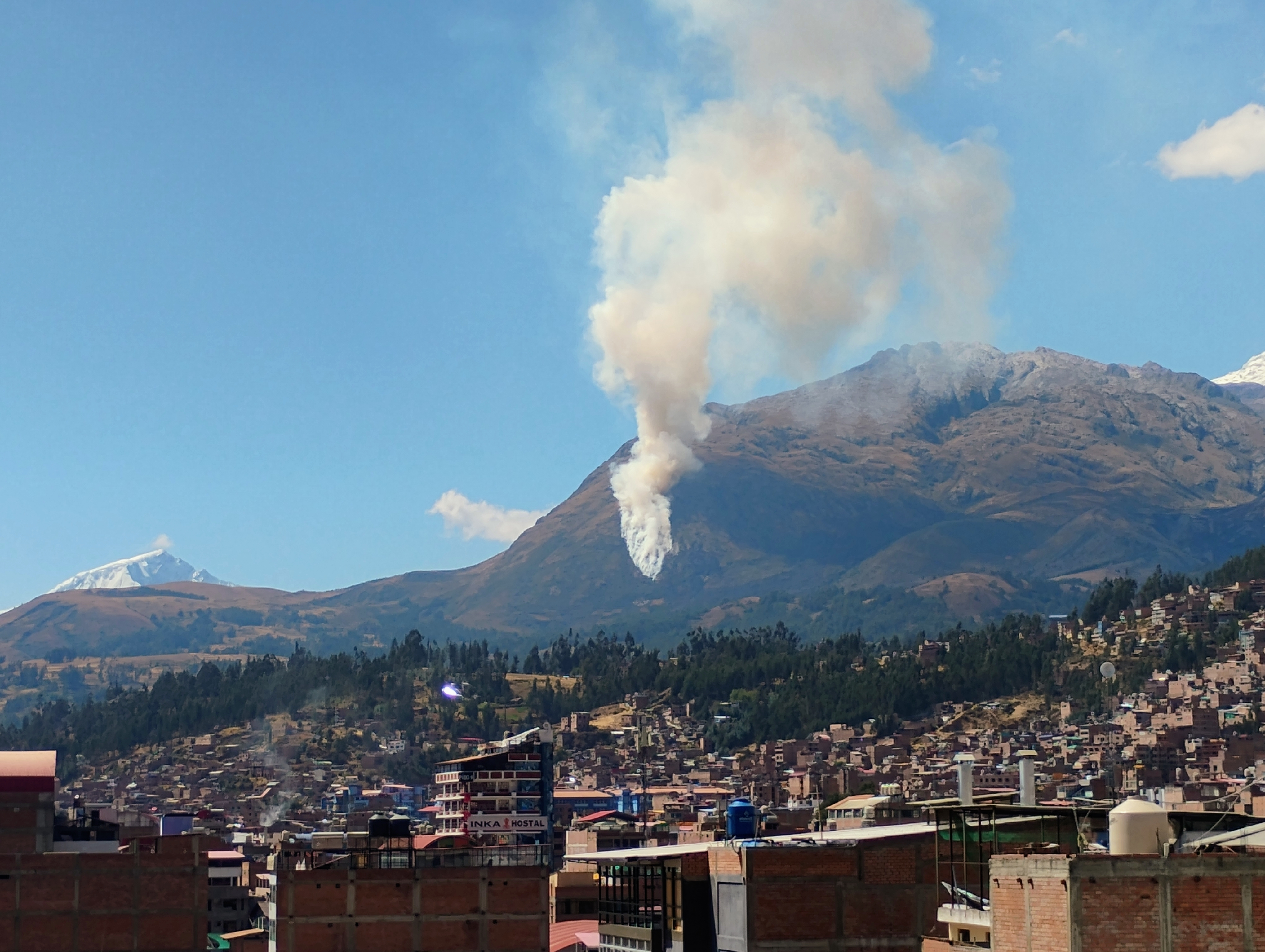
Incendios en las afueras de Huaraz.
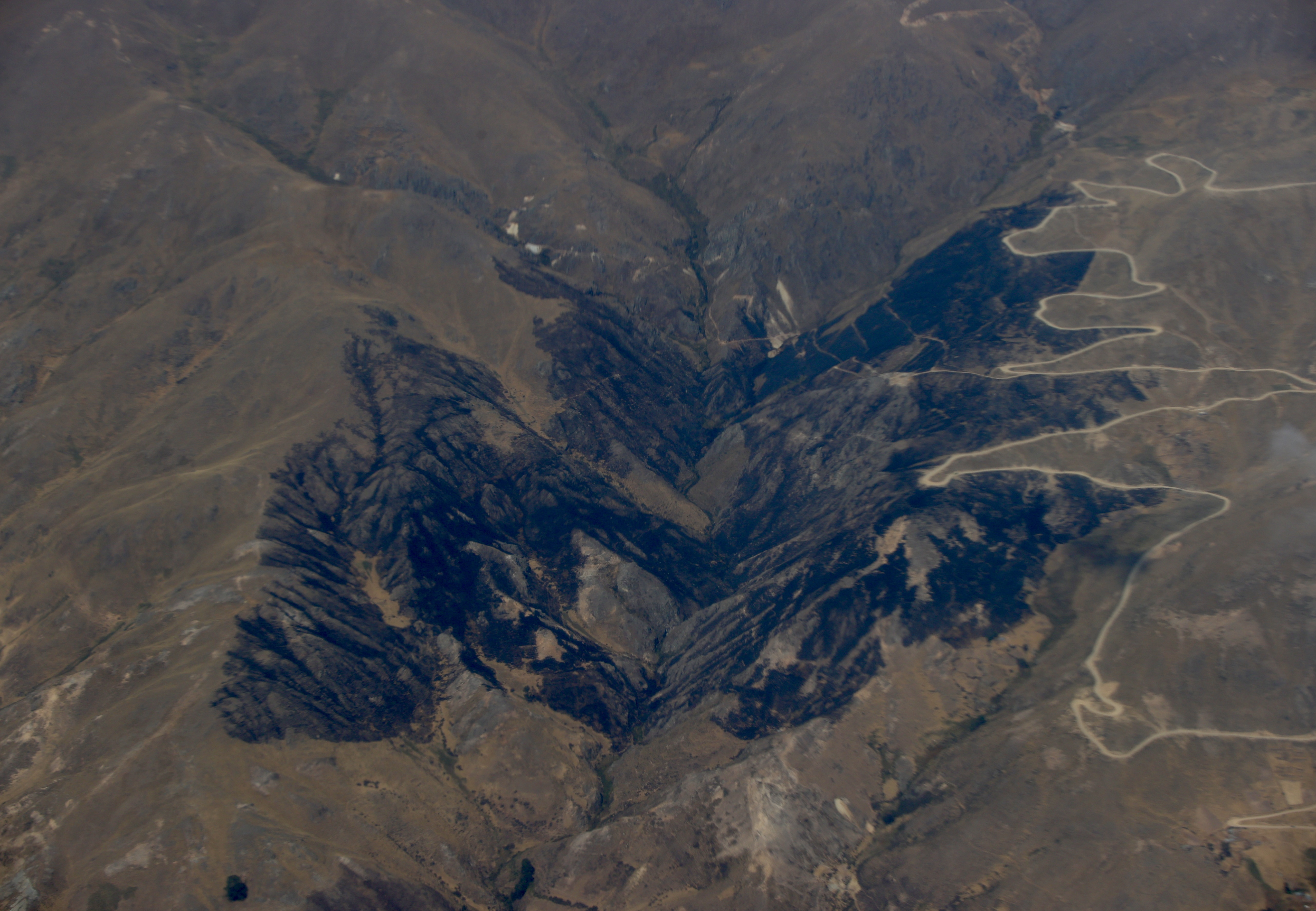
Incendios forestales en el callejón de Huaylas.
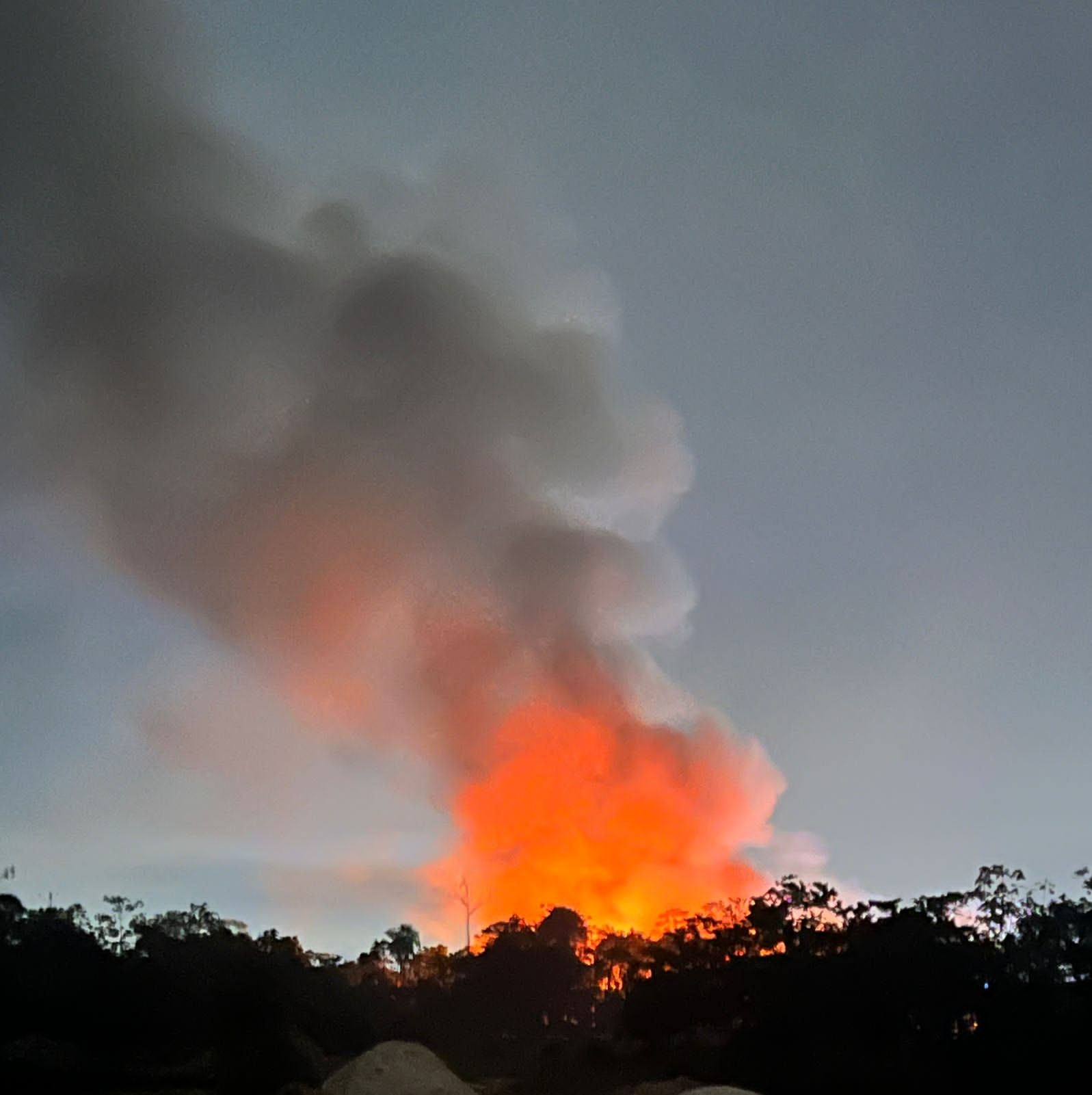
Incendios forestales en Iquitos.
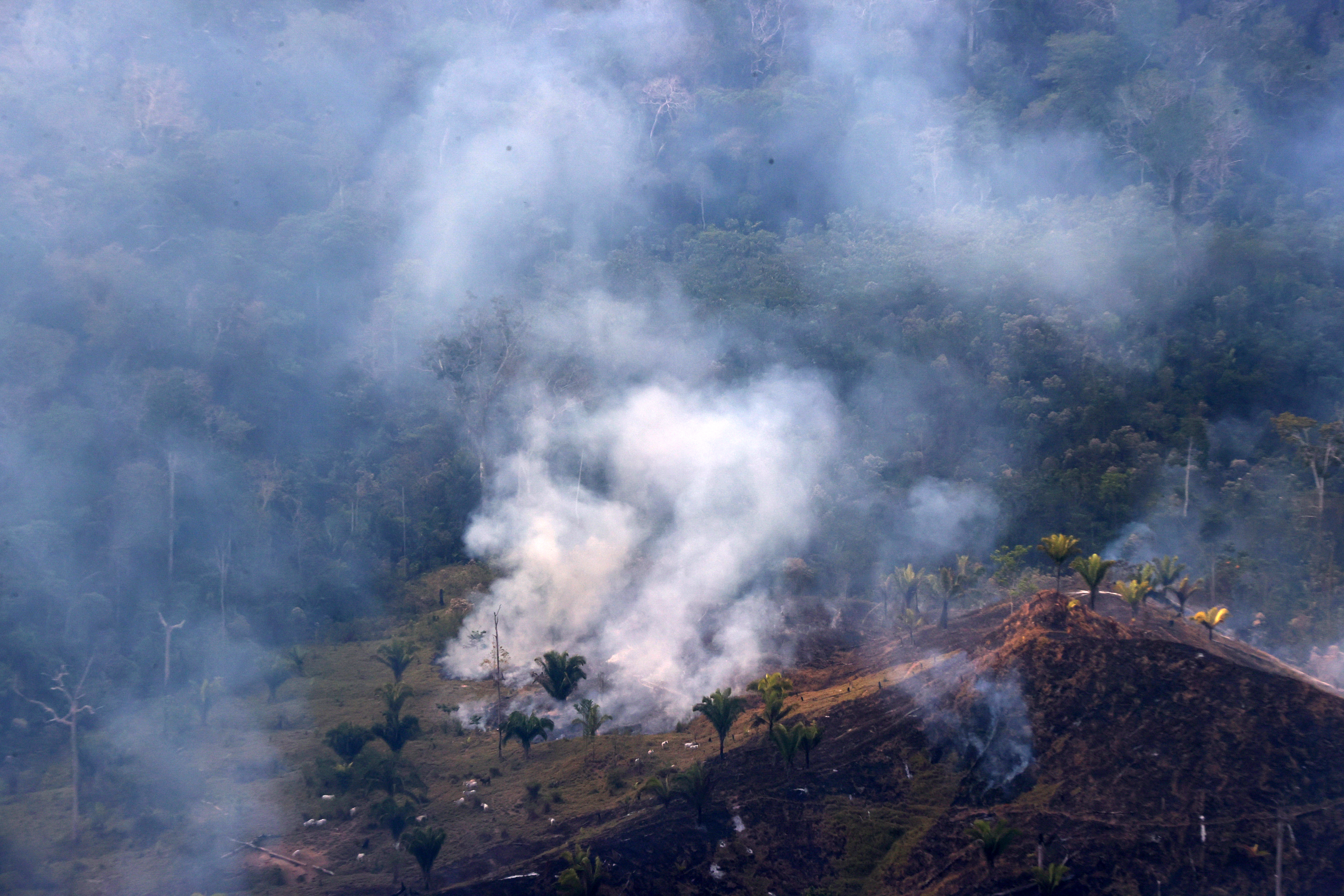
Incendios forestales en Pucallpa.
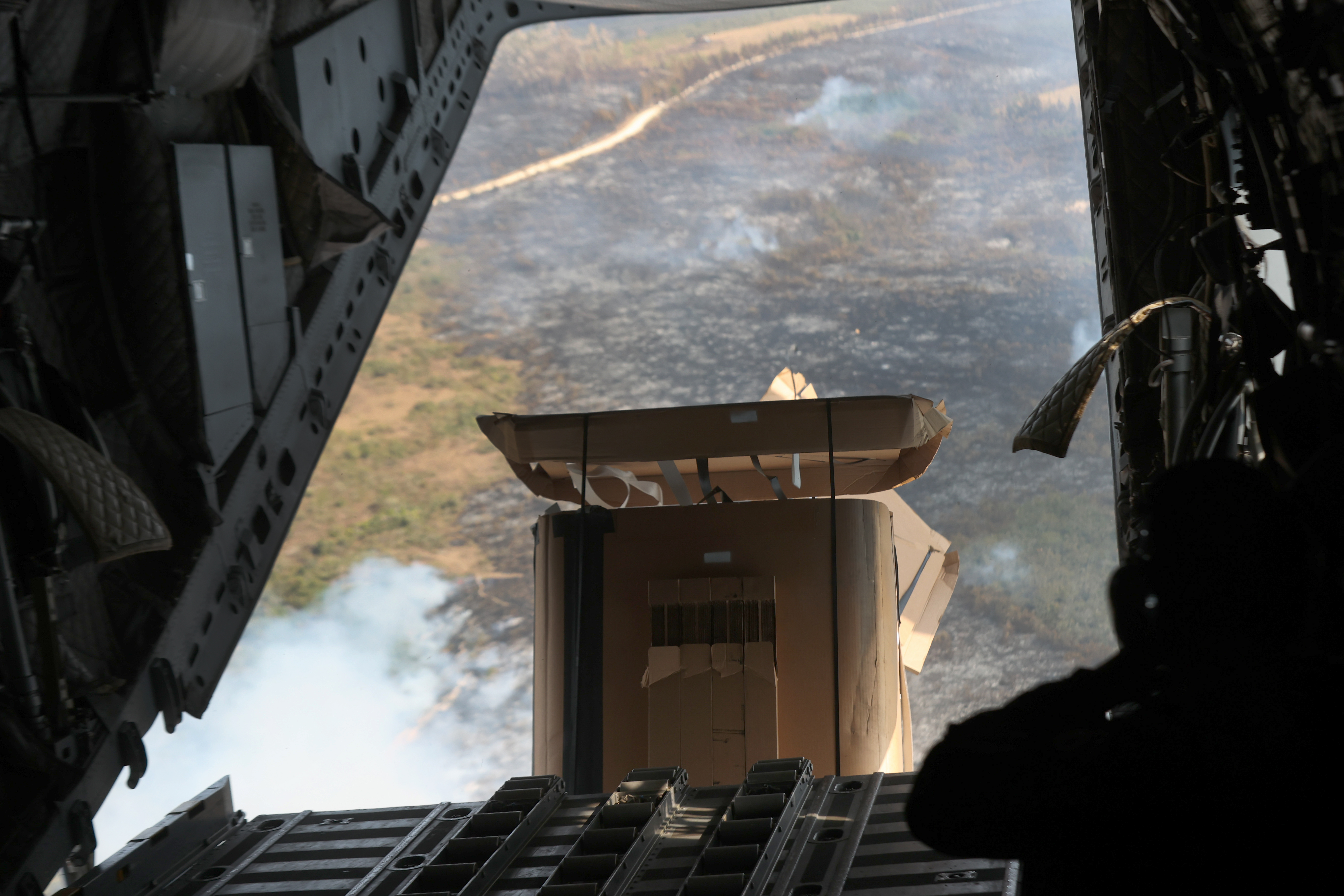
Descarga de agua en los incendios forestales en Chachapoyas.